# Eugén Tajmer
Eugén Tajmer (født 13. juli 1929 i København, død 21. marts 2009 i Roskilde) var en dansk sanger, manager og impresario.
Tajmer var som sin far buntmager. Men i 1960'erne blev han engageret som sanger ved byfester og i forsamlingshuse rundt i landet. Det førte til, at han blev afløser på færgerne til Sverige, hvor han senere blev fastansat. Hans gennembrud som sanger var med Tag en pause fra 1964. I 1966 opgav han sin karriere som sanger, men hjalp andres, idet han stiftede egen managervirksomhed, Tajmer Booking & Management, først med i base i Glostrup og senere i Karlslunde. Virksomheden voksede med årene til at blive Danmarks største i branchen. Tajmer samarbejdede gennem tiden bl.a. med kunstnere som John Mogensen, Allan Mortensen, Flemming Jensen, Amin Jensen, Grethe Ingmann, Tonny Landy, Ulf Pilgaard, Kai Løvring, Monrad & Rislund, Shu-bi-dua, Jesper Klein, Søren Pilmark, Eddie Skoller, Peter Mygind, Kim Sjøgren, Hanne Boel, Mette Lisby, Thomas Helmig og Peter Frödin. Tajmer forhandlede bl.a. plade og tv-kontrakter for kunstnerne. Han vendte i 1970'erne kortvarigt tilbage til karrieren som sanger, udgav et par album, og arbejdede som sanger i Tivoli i 25 år.
Han døde af lymfekræft efter fire år med sygdommen.